# Arrondissement de Haute-Forêt-de-Spree-Lusace
L'arrondissement de Haute-Forêt-de-Spree-Lusace (allemand: Oberspreewald-Lausitz) est un arrondissement  ("Landkreis" en allemand) du Brandebourg  (Allemagne).
Son chef lieu est Senftenberg.
La rivière Spree qui traverse cet arrondissement, a été aménagée par l'homme depuis le Moyen Âge à travers la forêt de la Spree. Elle est située au cœur de la région slave de langue sorabe de Lusace, peuplée par les descendants Serbes à l'époque médiévale.

## Villes, communes & communautés d'administration
(nombre d'habitants en 2006)
| Städte ¹ amtsangehörige Städte 1. Calau Kalawa, (9 072) 2. Großräschen Mukrań, (11 148) 3. Lauchhammer Łuchow, (18 396) 4. Lübbenau Lubnjow/Błota, (17 560) 5. Ortrand ¹ (2 430) 6. Ruhland ¹ Rólany, (4 043) 7. Schwarzheide (6 510) 8. Senftenberg Zły Komorow, (28 071) 9. Vetschau/Spreewald Wětošow/Błota, (9 384) Amtsfreie Gemeinde 1. Schipkau Šejkow, (7 535) | Ämter und zugehörige Gemeinden 1. Altdöbern (6 931) 1. Altdöbern Stara Darbnja, (2 923) 2. Bronkow , (680) 3. Luckaitztal Łukajca Dołk, (958) 4. Neupetershain Nowe Wiki, (1 553) 5. Neu-Seeland Nowe Jazorat, (817) 2. Ortrand (6 868) 1. Frauendorf (804) 2. Großkmehlen (1 267) 3. Kroppen Kropnja, (753) 4. Lindenau (757) 5. Ortrand, Stadt (2 430) 6. Tettau Tejow, (857) 3. Ruhland (8 106) 1. Grünewald Zeleny Hózd, (625) 2. Guteborn Wudwor, (601) 3. Hermsdorf Hermanecy, (908) 4. Hohenbocka Hory Bukow, (1 161) 5. Ruhland, Stadt Rólany, (4 043) 6. Schwarzbach Čorna Woda, (768) |

## Description du blason

Blason de l'arrondissement de
Oberspreewald-Lausitz

L'arrondissement de Oberspreewald-Lausitz fut créé en 1993 avec la fusion des anciens arrondissements de Calau et Senftenberg.
Le taureau de couleur gueules (rouge) représente les armoiries de Calau et le rempart d'Or au ciel d'azur paré d'un lion couleur sable (noir), dans la partie inférieure, représente la ville de Senftenberg.